# Sant Antoni de Pàdua d'Alberola
Sant Antoni de Pàdua és l'església parroquial d'Alberola, al municipi d'Os de Balaguer (Noguera) inclosa a l'Inventari del Patrimoni Arquitectònic de Catalunya.

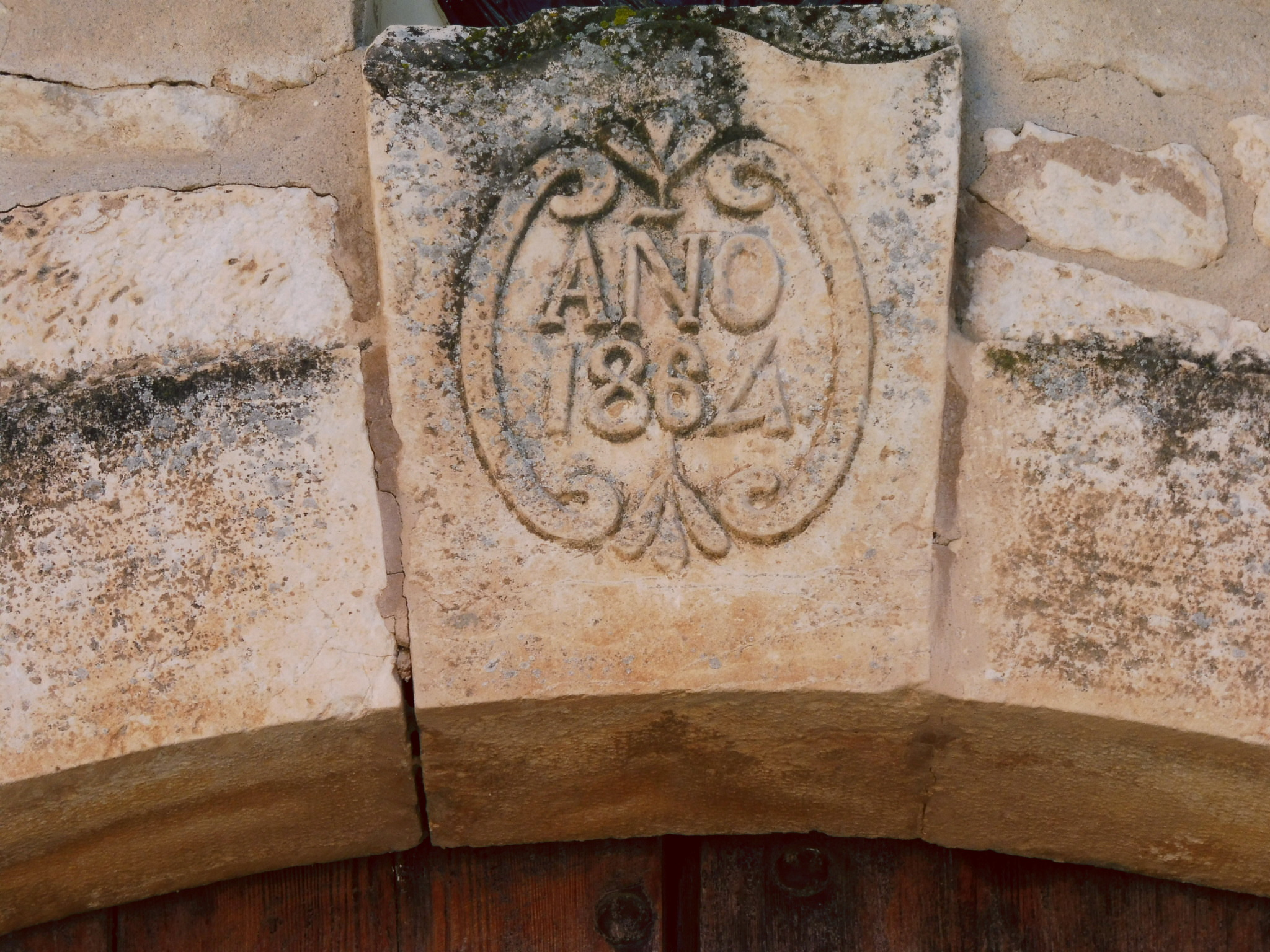
Data a la clau de la portada

L'edificació de la primitiva església se situa entre els segles xvi i xvii. La data a la portada (1864) respon a importants reformes. L'església d'Alberola, construïda en pedra, es troba adossada a una casa pel costat de l'Evangeli. La nau central està coberta amb volta d'aresta i la resta de cobertes varien en funció del tram a cobrir de les capelles laterals: volta de canó, volta de canó amb llunetes i volta d'aresta. El cor, d'obra, està situat als peus. Els suports són pilars amb pilastres adossades i les capelles es comuniquen entre elles mitjançant arcs de mig punt. L'església no té arc triomfal.
L'accés es realitza per quatre escales. La porta és d'arc rebaixat, adovellat i motllurat. Sobre la porta hi ha un escut amb la data 1864 i a la part superior hi ha una espadanya doble, d'època posterior a la primitiva edificació amb una campana més gran que l'altra.